# 문맥 교환
문맥 교환(文脈交換, context switch)이란 하나의 프로세스가 CPU를 사용 중인 상태에서 다른 프로세스가 CPU를 사용하도록 하기 위해, 이전의 프로세스의 상태(문맥)를 보관하고 새로운 프로세스의 상태를 적재하는 작업을 말한다. 한 프로세스의 문맥은 그 프로세스의 프로세스 제어 블록에 기록되어 있다.

## 오버헤드와 처리기 구조
문맥을 교환하는 동안에는 유용한 작업을 수행할 수 없기 때문에, 문맥 교환 시간은 일종의 오버헤드라고 할 수 있다. CISC와 RISC는 각각 장단점이 있는데, 문맥교환 측면에 보면 RISC의 경우 레지스터의 용량이 CISC보다 상대적으로 크기 때문에 좀 더 큰 오버헤드가 발생한다.

## 교환의 시점
- 멀티태스킹
- 인터럽트 핸들링
- 사용자 모드와 커널 모드 간 전환

## 같이 보기
- 레이턴시